# Cenovus
Cenovus Energy Inc. est une compagnie pétrolière dont le siège social est à Calgary dans l'Alberta.

## Histoire
Cenovus a été formé le 1er décembre 2009 par la scission d'Encana en deux compagnies: une compagnie pétrolière à intégration verticale (Cenovus) et une compagnie de gaz naturel (Encana). La scission a laissé à Cenovus les avoirs qui appartenaient précédemment à PanCanadian Energy et Alberta Energy, deux compagnies de gaz et de pétrole, qui avaient fusionné en 2002 pour former Encana.
En juillet 2015, Cenovus vend un portefeuille de propriétés foncières au fond Ontario Teachers pour 2,66 milliards de dollars.
En mars 2017, ConocoPhillips annonce la vente de ses activités pétrolières et gazières dans l'Ouest canadien à Cenovus Energy pour 13,3 milliards de dollars. En septembre 2017, Cenovus annonce la vente de ses activités autour de Pelican Lake situé en Alberta pour 975 millions de dollars canadien, notamment pour financer son acquisition de mars 2017.
En octobre 2020, Cenovus annonce l'acquisition de Husky Energy pour l'équivalent de 2,9 milliards de dollars américain, reprise de dette incluse.
En novembre 2021, Cenovus annonce la vente de son réseau de distribution d'essence pour 660 millions de dollars.

## Opérations
Cenovus possède plusieurs sites dans les sables bitumineux de l'Athabasca, dont deux sont actuellement en production —Foster Creek et Christina Lake—, tandis que les autres sont à divers niveaux de développement. Les sites de Foster Creek et de Christina Lake sont en partenariat à 50/50 avec ConocoPhillips. 
Cenovus produit aussi du pétrole lourd au site Wabasca du lac Pélican, qui lui appartient à 100 %, à environ 300 km au nord d'Edmonton. Un autre site important est le champ pétrolifère Weyburn, en Saskatchewan, l'un des plus riches de l'Ouest canadien, qui est en opération depuis 1954. Le site Weyburn abrite aussi la plus grande installation  au Canada de récupération avancée de pétrole au moyen de CO2, ainsi que le plus grand site au monde d'entreposage de GES en profondeur, le projet Weyburn-Midale de surveillance et de stockage de CO2 en coopération avec l'Agence internationale de l'énergie. Cette recherche est dirigée par le Centre de recherche sur la technologie du pétrole, situé à Regina, qui étudie les procédés de séquestration géologique du dioxyde de carbone dans un puits de pétrole désaffecté.
En partenariat avec Canadian Natural Resources, Suncor et Talisman Energy, Cenovus a lancé en décembre 2004 le pétrole de type Western Canadian Select (WCS), pour les marchés d'exportation.
Cenovus possède également deux raffineries aux États-Unis, en partenariat avec Phillips 66. Cenovus possède 50 % des parts des raffineries de Wood River (Illinois) et Borger (Texas) qu'exploite Phillips 66.

## Technologie
Cenovus utilise dans ses installations des technologies nouvelles d'exploitation du pétrole et est reconnue pour ses investissements en recherche et développement. La technologie principale utilisée à Foster Creek et Christina Lake est l'écoulement gravitationnel assisté par injection de vapeur (en anglais : SAGD). À Christina Lake, ce procédé a été amélioré par l'addition de solvants. On emploie aussi des pompes électriques submersibles pour améliorer le coefficient vapeur/pétrole, tant à Foster Creek qu'à Christina Lake. En 2010, Cenovus a commercialisé sa technologie Wedge Well, qui permet de produire davantage de pétrole avec moins de vapeur. La compagnie a aussi commercialisé en 2011 sa technologie blowdown boiler, qui réduit de façon significative la quantité d'eau utilisée dans l'extraction du pétrole.

## Principaux actionnaires
Au 10 janvier 2020:
| ConocoPhillips (Investment Management)                  | 16,9% |
| Fidelity Management & Research                          | 6,63% |
| Harris Associates                                       | 4,85% |
| Capital Research & Management (World Investors)         | 4,41% |
| Capital Research & Management (Global Investors)        | 4,34% |
| Letko, Brosseau & Associates                            | 3,32% |
| Royal Bank of Canada                                    | 3,11% |
| Capital Research & Management (International Investors) | 2,48% |
| The Vanguard Group                                      | 2,46% |
| First Eagle Investment Management                       | 2,09% |